# 510045 Vincematteo
510045 Vincematteo este o planetă minoră (asteroid) din centura de asteroizi. A fost descoperită pe 4 martie 2010 la Jarnac Observatory⁠(d) de Jarnac Observatory⁠(d). 
Obiectul prezintă o orbită caracterizată de o semiaxă mare de 2,668705200365 UAi, o excentricitate de 0,21653371350723, o înclinație de 6,8158267874718 ° în raport cu ecliptica.